# Comisana
Comisana, còn được gọi là Faccia Rossa và Lentinese, là một giống cừu bản địa ở miền trung và miền bắc Sicily, Ý. Tên của nó xuất phát từ cộng đồng Comiso ở tỉnh Ragusa. Nó được chăn nuôi chủ yếu ở các tỉnh Caltanissetta, Enna và Palermo, nhưng được tìm thấy ở nhiều tỉnh khác của Ý và cũng đã được xuất khẩu sang các nước Địa Trung Hải khác.

## Lịch sử
Nguồn gốc của những con cừu Comisana vẫn chưa rõ ràng; nó là một giống miền Nam Địa Trung Hải.
Nó là một trong mười bảy giống cừu Ý tự phát triển, trong đó một cuốn sách lai về gia phả được tổ chức bởi Associazione Nazionale della Pastorizia, hiệp hội chăn nuôi cừu quốc gia Ý, sổ thống kê cá thể được thành lập năm 1976. Tổng số con giống được ước tính là 350.000 vào năm 1983, trong đó 64.500 đã được đăng ký trong sổ thống kê, vào năm 2013 con số được ghi trong cuốn sổ này là 28.428.

## Ứng dụng
Năng suất sữa của Comisana trung bình 104 ± 30 lít cho mỗi chu kỳ cho cừu cái nuôi con, và 189 ± 51 l đối với cá thể khác. Số lượng sữa cho có thể vượt quá 500 l. Sữa có 6,5% chất béo và 5,2% protein. Giống cừu này thường được giết mổ ở độ tuổi khoảng một tháng, với trọng lượng 9–10 kg. Cừu đực sản xuất khoảng 2,5 kg len, cừu cái khoảng 1,3 kg; len có chất lượng thô, thích hợp cho nệm.